# Isis Highway
Der Isis Highway ist eine Fernverkehrsstraße im Süden des australischen Bundesstaates Queensland. Die mit nur 142 km relativ kurze Straße verläuft von der Abzweigung vom Burnett Highway (A3) in Ban Ban Springs nach Nordosten und endet in Bundaberg an der australischen Korallenküste. Er verbindet somit die Rinderzuchtfarmen am Burnett River mit den Zuckeranbaugebieten um Bundaberg.
Die Straße wurde nach dem Isis River benannt, der zwischen den Städten Maryborough und Childers fließt. Sie führt auch durch einen Großteil des früheren Isis Shire, dessen Verwaltungszentrum Childers war.
Zwischen Ban Ban Springs und Childers ist der Isis Highway als Staatsstraße 52 bezeichnet. Von Childers nach Bundaberg heißt er Staatsstraße 3.
Der höchste Punkt im Verlauf des Highways liegt auf 312 m, der niedrigste auf 14 m.